# Deaf Dumb Blind
Deaf Dumb Blind è il primo album in studio del gruppo musicale svedese Clawfinger, pubblicato nell'aprile 1993 dalla Warner Music Group.

## Tracce
1. Nigger – 3:47
2. The Truth – 4:12
3. Rosegrove – 4:02
4. Don't Get Me Wrong – 3:12
5. I Need You – 4:58
6. Catch Me – 4:39
7. Warfair – 3:48
8. Wonderful World – 2:40
9. Sad to See Your Sorrow – 5:18
10. I Don't Care – 3:11

### Bonus tracks
1. Get It – 4:44
2. Profit Preacher – 5:55
3. Stars & Stripes – 3:52

## Formazione
- Zak Tell - voce
- Erlend Ottem - chitarra
- Bård Torstensen - chitarra
- André Skaug - basso
- Jocke Skog - tastiera
- Morten Skaug - batteria